# Ninette de Valois
Dame Ninette de Valois (6. juni 1898 som Edris Stannus i Baltiboys i Irland – 8. marts 2001 i London) var en britisk prima ballerina og grundlægger af Royal Ballet.
Hun begyndte at danse ballet som tiårig. Hun vandt hurtigt berømmelse for sine graciøse bevægelser. I 1921 ændrede hun sit navn til Ninette de Valois og tilsluttede sig i 1923 Serge Diaghilevs Ballet Russes. Hun trak sig i 1926 tilbage som danser for at grundlægge sin egen balletskole, Academy of Choreographic Art, og promovere balletten i hele Europa.
1931 grundlagde hun Vic-Wells Ballet, der blev til Sadler's Wells Ballet og Royal Ballet, og blev den britiske ballets frontfigur. Hun formede sin balletskole efter russisk model og skolede blandt andre Margot Fonteyn og Moira Shearer. Senere blev Svetlana Beriosova og Rudolf Nurejev hendes dansere.
Ninette de Valois blev i 1950 medlem af Æreslegionen. Året efter blev hun udnævnt til Dame Commander of the Order of the British Empire. Hun skrev bøgerne Invitation to the Ballet (1937) og Come Dance with Me (1957).
Ninette de Valois døde i 2001, 102 år gammel.